# Championnat du Pérou de football 1982
Navigation
Saison précédente Saison suivante

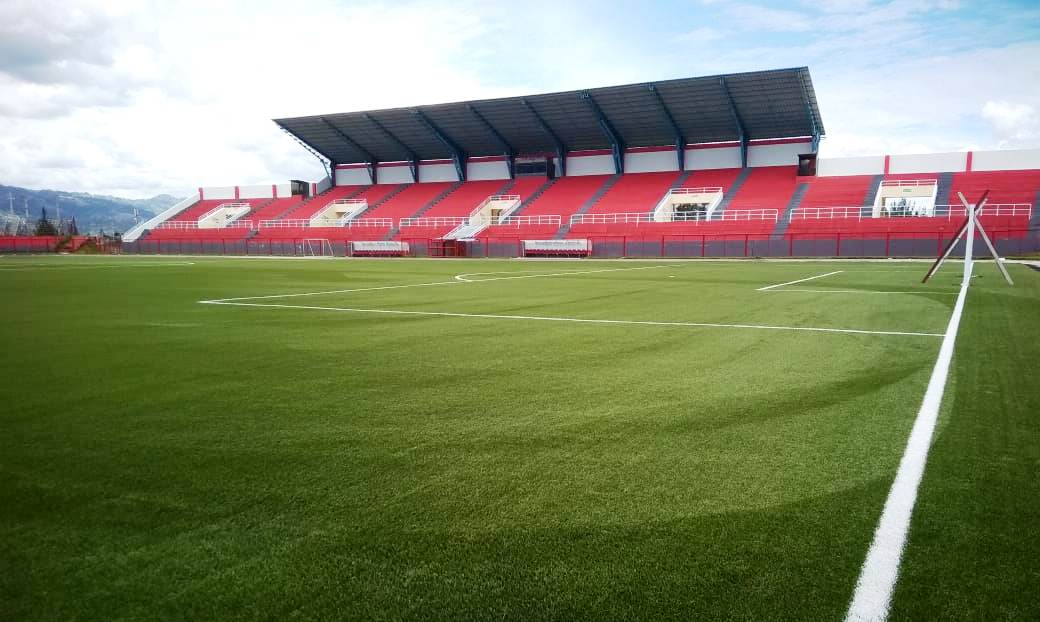
Stade Heroes de San Ramon en 2020

La saison 1982 du Championnat du Pérou de football est la cinquante-quatrième édition du championnat de première division au Pérou. La compétition regroupe les seize meilleures équipes du pays et se déroule en plusieurs phases.
La première prend la forme d'un tournoi organisé en trois poules régionales (Nord, Sud et Metropolitano) où les équipes se rencontrent quatre fois. Les meilleurs de chacun des groupes se qualifient pour la phase suivante, qui voit les dix équipes qualifiées réparties en deux poules. Les deux premiers de chaque groupe joue la Liguilla. Les six équipes non concernés par la deuxième phase joue une poule de relégation, le dernier doit affronter en barrage de promotion-relégation le champion des clubs amateurs péruviens.
C'est l'Universitario de Deportes qui remporte la compétition après avoir terminé en tête de la Liguilla, avec deux points d'avance sur l'Alianza Lima. C'est le 16e titre de champion du Pérou de l'histoire du club.

## Les clubs participants
| - Alianza Lima - Sport Boys - Atlético Chalaco - Universitario de Deportes - Coronel Bolognesi - Club Centro Deportivo Municipal - Juan Aurich - FBC Melgar | - Alfonso Ugarte - Deportivo Junin - Universidad Técnica de Cajamarca - Promu de Segunda División - Sporting Cristal - León de Huánuco - Asociación Deportiva Tarma - Union Huaral - Colegio Nacional de Iquitos |

## Compétition
Le barème utilisé pour établir les différents classements est le suivant :
- Victoire : 2 points
- Match nul : 1 point
- Défaite, forfait ou abandon : 0 point

### Poules régionales

#### Groupe Nord
| Rang | Équipe                             | Pts | J  | G | N | P | Bp | Bc | Diff |
| ---- | ---------------------------------- | --- | -- | - | - | - | -- | -- | ---- |
| 1    | Juan Aurich                        | 19  | 16 | 7 | 5 | 4 | 19 | 13 | +6   |
| 2    | Unión Huaral                       | 18  | 16 | 7 | 4 | 5 | 20 | 12 | +8   |
| 3    | Universidad Técnica de Cajamarca P | 17  | 16 | 6 | 5 | 5 | 9  | 17 | -8   |
| 4    | León de Huánuco                    | 14  | 16 | 5 | 4 | 7 | 13 | 17 | -4   |
| 5    | Colegio Nacional de Iquitos        | 12  | 16 | 5 | 2 | 9 | 17 | 19 | -2   |

|  | Qualification pour les demi-finales    |
|  | Participation à la poule de relégation |
|  | P : Promu de Segunda Division          |

#### Groupe Sud
| Rang | Équipe                     | Pts | J  | G | N | P | Bp | Bc | Diff |
| ---- | -------------------------- | --- | -- | - | - | - | -- | -- | ---- |
| 1    | Coronel Bolognesi          | 23  | 16 | 8 | 7 | 1 | 24 | 10 | +14  |
| 2    | Asociación Deportiva Tarma | 20  | 16 | 7 | 6 | 3 | 14 | 13 | +1   |
| 3    | FBC Melgar T               | 19  | 16 | 8 | 3 | 5 | 20 | 8  | +12  |
| 4    | Alfonso Ugarte             | 9   | 16 | 2 | 5 | 9 | 13 | 26 | -13  |
| 5    | Deportivo Junín            | 9   | 16 | 2 | 5 | 9 | 11 | 25 | -14  |

|  | Qualification pour les demi-finales    |
|  | Participation à la poule de relégation |
|  | T : Tenant du titre                    |

#### Groupe Metropolitano
| Rang | Équipe                          | Pts | J  | G | N | P  | Bp | Bc | Diff |
| ---- | ------------------------------- | --- | -- | - | - | -- | -- | -- | ---- |
| 1    | Sporting Cristal                | 26  | 20 | 9 | 8 | 3  | 30 | 18 | +12  |
| 2    | Alianza Lima                    | 23  | 20 | 7 | 9 | 4  | 22 | 13 | +9   |
| 3    | Universitario de Deportes       | 23  | 20 | 8 | 7 | 5  | 28 | 0  | +28  |
| 4    | Club Centro Deportivo Municipal | 20  | 20 | 6 | 8 | 6  | 21 | 19 | +2   |
| 5    | Atlético Chalaco                | 15  | 20 | 5 | 5 | 10 | 13 | 30 | -17  |
| 6    | Sport Boys                      | 13  | 20 | 2 | 9 | 9  | 11 | 25 | -14  |

|  | Qualification pour les demi-finales    |
|  | Participation à la poule de relégation |

### Demi-finales

#### Groupe A
| Rang | Équipe                             | Pts | J | G | N | P | Bp | Bc | Diff |
| ---- | ---------------------------------- | --- | - | - | - | - | -- | -- | ---- |
| 1    | Juan Aurich                        | 11  | 8 | 4 | 3 | 1 | 12 | 7  | +5   |
| 2    | Club Centro Deportivo Municipal    | 10  | 8 | 4 | 2 | 2 | 12 | 6  | +6   |
| 3    | Unión Huaral                       | 9   | 8 | 3 | 3 | 2 | 11 | 9  | +2   |
| 4    | Sporting Cristal                   | 5   | 8 | 2 | 1 | 5 | 10 | 11 | -1   |
| 5    | Universidad Técnica de Cajamarca P | 5   | 8 | 2 | 1 | 5 | 11 | 23 | -12  |

|  | Qualification pour la Liguilla |
|  | P : Promu de Segunda Division  |

#### Groupe B
| Rang | Équipe                     | Pts | J | G | N | P | Bp | Bc | Diff |
| ---- | -------------------------- | --- | - | - | - | - | -- | -- | ---- |
| 1    | Alianza Lima               | 10  | 8 | 4 | 2 | 2 | 7  | 4  | +3   |
| 2    | Universitario de Deportes  | 9   | 8 | 2 | 5 | 1 | 9  | 7  | +2   |
| 3    | Coronel Bolognesi          | 8   | 8 | 3 | 2 | 3 | 11 | 10 | +1   |
| 4    | FBC Melgar T               | 8   | 8 | 3 | 2 | 3 | 7  | 7  | 0    |
| 5    | Asociación Deportiva Tarma | 5   | 8 | 1 | 3 | 4 | 4  | 10 | -6   |

|  | Qualification pour la Liguilla |
|  | T : Tenant du titre            |

### Liguilla
| Rang | Équipe                          | Pts | J | G | N | P | Bp | Bc | Diff |
| ---- | ------------------------------- | --- | - | - | - | - | -- | -- | ---- |
| 1    | Universitario de Deportes       | 6   | 3 | 3 | 0 | 0 | 5  | 2  | +3   |
| 2    | Alianza Lima                    | 4   | 3 | 2 | 0 | 1 | 3  | 2  | +1   |
| 3    | Juan Aurich                     | 1   | 3 | 0 | 1 | 2 | 3  | 5  | -2   |
| 4    | Club Centro Deportivo Municipal | 1   | 3 | 0 | 1 | 2 | 2  | 4  | -2   |

|  | Qualification pour la Copa Libertadores 1983 |

### Poule de relégation
| Rang | Équipe                      | Pts | J  | G | N | P | Bp | Bc | Diff |
| ---- | --------------------------- | --- | -- | - | - | - | -- | -- | ---- |
| 1    | León de Huánuco             | 14  | 9  | 5 | 4 | 0 | 8  | 2  | +6   |
| 2    | Sport Boys                  | 12  | 10 | 3 | 6 | 1 | 9  | 6  | +3   |
| 3    | Atlético Chalaco            | 10  | 9  | 3 | 4 | 2 | 12 | 4  | +8   |
| 4    | Colegio Nacional de Iquitos | 10  | 10 | 4 | 2 | 4 | 11 | 8  | +3   |
| 5    | Alfonso Ugarte              | 9   | 10 | 3 | 3 | 4 | 10 | 14 | -4   |
| 6    | Deportivo Junín             | 3   | 10 | 1 | 1 | 8 | 5  | 21 | -16  |

|  | Participation au barrage de promotion-relégation |

- La rencontre entre León de Huánuco et Atlético Chalaco n'a jamais eu lieu, les deux clubs étant assurés de se maintenir en Primera Division.

#### Barrage de promotion-relégation
| Équipe 1        | Résultat | Équipe 2          | Aller | Retour |
| --------------- | -------- | ----------------- | ----- | ------ |
| Deportivo Junin | 7 - 0    | Mariscal Castilla | 5 - 0 | 2 - 0  |

## Bilan de la saison
| Championnat du Pérou de football 1982 |                                       |
| Champion                              | Universitario de Deportes (16e titre) |
| Qualifications continentales          |                                       |
| Copa Libertadores 1983                | Universitario de Deportes             |
| Copa Libertadores 1983                | Alianza Lima                          |
| Promotions et relégations             |                                       |
| Promus en Primera División            | Atlético Torino                       |
| Relégués en Segunda División          | Aucun (passage de 16 à 17 clubs)      |